# Lyna Khoudri
Lyna Khoudri (in arabo لينا خضري‎?, Līnā Khuḍarī; Algeri, 3 ottobre 1992) è un'attrice algerina naturalizzata francese.

## Biografia
Nata ad Algeri, figlia di un giornalista e di un'insegnante di violino, quando aveva due anni la famiglia lasciò l'Algeria dopo la guerra civile per trasferirsi a Aubervilliers in Francia. Ha ottenuto un diploma di maturità teatrale e poi una licenza in arti dello spettacolo. È stata ammessa al Teatro Nazionale di Strasburgo, che ha dovuto abbandonare per recitare nel film Les Bienheureux (2017), per cui ha vinto il premio come migliore attrice alla 74ª Mostra internazionale d'arte cinematografica di Venezia nella sezione Orizzonti. Nel 2020 ha vinto il premio César per la migliore promessa femminile per il suo ruolo nel film Non conosci Papicha.

## Filmografia

### Attrice

#### Cinema
- Polina, danser sa vie, regia di Valérie Muller e Angelin Preljocaj (2016)
- Les Bienheureux, regia di Sofia Djama (2017)
- La fête est finie, regia di Marie Garel-Weiss (2017)
- Luna, regia di Elsa Diringer (2017)
- Non conosci Papicha (Papicha), regia di Mounia Meddour (2019)
- The Specials - Fuori dal comune (Hors normes), regia di Olivier Nakache e Éric Toledano (2019)
- Qu'un sang impur..., regia di Abdel Raouf Dafri (2019)
- Gagarine - Proteggi ciò che ami (Gagarine), regia di Fanny Liatard e Jérémy Trouilh (2020)
- The French Dispatch of the Liberty, Kansas Evening Sun, regia di Wes Anderson (2021)
- La sostituta (La Place d'une autre), regia di Aurélia Georges (2021)
- Haute Couture, regia di Sylvie Ohayon (2021)
- November - I cinque giorni dopo il Bataclan (Novembre), regia di Cédric Jimenez (2022)
- Nos frangins, regia di Rachid Bouchareb (2022)
- Houria - La voce della libertà (Houria), regia di Mounia Meddour (2022)
- I tre moschettieri - D'Artagnan (Les Trois Mousquetaires: D'Artagnan), regia di Martin Bourboulon (2023)
- ZAD - Un posto per cui lottare (Une zone à défendre), regia di Romain Cogitore (2023)
- I tre moschettieri - Milady (Les Trois Mousquetaires: Milady), regia di Martin Bourboulon (2023)
- L'impero (L'Empire), regia di Bruno Dumont (2024)
- I bambini di Gaza - Sulle onde della libertà, regia di Loris Lai (2024)
- Eagles of the Republic, regia di Tarik Saleh (2025)
- 13 jours, 13 nuits, regia di Martin Bourboulon (2025)

#### Televisione
- Joséphine, ange gardien – serie TV, episodio 15x02 (2014)
- Deux flics sur les docks – serie TV, episodio 5x04 (2016)
- Les sauvages, regia di Rebecca Zlotowski – miniserie TV (2019)
- Carême – serie TV, 8 episodi (2025)

#### Cortometraggi
- Rageuses, regia di Kahina Asnoun (2016)
- Les Roméos et Juliettes, regia di Baya Belal e Elyssa Smiri (2017)
- Avaler des couleuvres, regia di Jan Sitta (2018)
- Albertine a disparu, regia di Véronique Aubouy (2018)
- Brûle, regia di Elvire Munoz (2020)
- Allégorie citadine, regia di Alice Rohrwacher e JR (2024)

## Riconoscimenti
- Premio César
  - 2020 – Migliore promessa femminile per Non conosci Papicha
  - 2023 – Candidatura alla migliore attrice non protagonista per November - I cinque giorni dopo il Bataclan
- Mostra internazionale d'arte cinematografica
  - 2017 – Premio Orizzonti per la migliore interpretazione femminile per Les Bienheureux

## Doppiatrici italiane
Nelle versioni in italiano nelle opere in cui ha recitato, Lyna Khoudri è stata doppiata:
- Emanuela Ionica in I tre moschettieri - D'Artagnan, I tre moschettieri - Milady, L'impero
- Lavinia Paladino in Houria - La voce della libertà, The Specials - Fuori dal comune
- Domitilla D'Amico in The French Dispatch of the Liberty, Kansas Evening Sun
- Ilaria De Donato in I bambini di Gaza - Sulle onde della libertà
- Lucrezia Marricchi in ZAD - Un posto per cui lottare
- Marta Rapperini Tesoro in November - I cinque giorni dopo il Bataclan
- Joy Saltarelli in Non conosci Papicha
- Martina Tamburello in Gagarine - Proteggi ciò che ami
- Francesca Tessitore ne La sostituta
- Eva Padoan in Carême